# Stylocheiron longicorne
Stylocheiron longicorne is een krillsoort uit de familie van de Euphausiidae. De wetenschappelijke naam van de soort werd in 1883 voor het eerst geldig gepubliceerd door Georg Ossian Sars.